# Félag

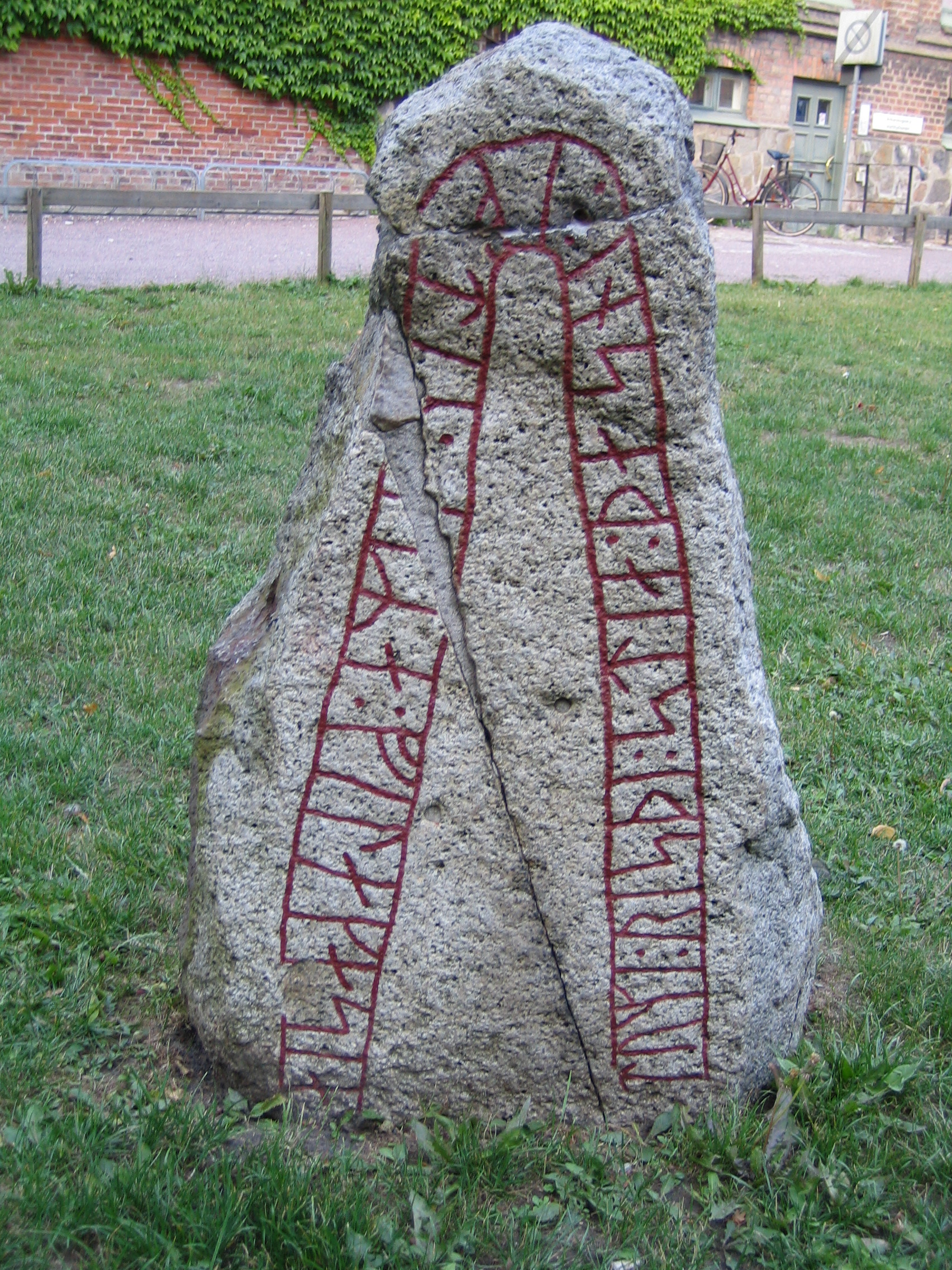
A Pedra rúnica de Skivarp, em comemoração de um Félag: "Tomme mandou erguer esta pedra em memória de NN, seu companheiro de negócios."

Félag é um acordo de cooperação comercial na Era Viquingue, uma espécie de Joint Venture, um termo moderno para empreendimento conjunto. Félagi significa "companheiro de negócios; partner". Derivados modernos destas palavras são os termos ingleses "fellow" e "fellowship".